# Antoine Charma
Antoine Charma ([ɑ̃ˈtwan ʃaʁˈma]; La Charité-sur-Loire, 15 gennaio 1801 – Caen, 5 agosto 1869) è stato un filosofo, archeologo e paleografo francese.

## Biografia

### Contesto familiare
Nato in una famiglia apparentemente originaria dall'Ain e residente a La Charité-sur-Loire, Antoine Charma è figlio di Noël Charma, fornaio, e di Marie Blanchon. La famiglia era, nelle sue stesse parole, i titolari di "una modesta ricchezza, faticosamente acquisita e faticosamente conservata".

Firma di Charma (nel 1855)

Si sposò in una data sconosciuta. Questa unione sembra essere stata felice, o almeno senza ondate: Léon Puiseux, nel suo necrologio, affermo': “visse, come un saggio in pensione e nello studio, tra le comodità del focolare domestico". Aveva almeno un figlio, Victor, di cui si sa poco. Senza dubbio si tratta dello stesso personaggio di Victor Antoine Charma, condannato alla deportazione e imbarcato sul Calvados nel 1873.

### Filosofo

#### Inizi brillanti ma difficili
Antoine Charma iniziò la sua formazione presso la scuola elementare di La Charité-sur-Loire, poi continuò i suoi studi al Collège Bourbon di Parigi. Studente brillante, vinse un secondo premio per la retorica al Concorso Generale. Iniziò gli studi di filosofia e nel 1820 entrò nel Collegio Normale, che dovette lasciare nel 1822 a causa della sua soppressione da parte del governo di Luigi XVIII. Ottenne la licenza nel 1823 ma, considerato allora troppo indipendente di spirito come la maggior parte di chi viene laureato dal Collegio Normale, non poté entrare né all'Università né al Collegio, e dovette guadagnarsi da vivere dando lezioni private per figli di famiglie benestanti: il principe Dolgorukij, il principe Charles de Beauvau-Craon, il marchese de La Grange, il pittore Charles de Steuben, ecc.

#### Il successo
Nel 1830 fu brillantemente accolto all'Agrégation filosofica appena creata. Fu subito nominato, ancor prima di ottenere un dottorato di ricerca, professore di filosofia presso la Facoltà di Lettere di Caen, su raccomandazione del suo amico ed ex professore Victor Cousin. Occuperà questa sedia per trentotto anni. Antoine Charma ha subito difeso la sua tesi di dottorato letterario (Saggio sul linguaggio, Caen, agosto 1831; oggetto della tesi latina è la finalità delle arti e delle lettere) davanti a una giuria composta dai professori De la Rue (preside), Vaultier, Maillet-Lacoste, Bertrand e Latrouette, della Facoltà di Lettere di Caen.
Questa tesi ebbe delle ripercussioni: fu persino menzionata nel lavoro di Charles Darwin sull'espressione delle emozioni negli esseri umani e negli animali. Darwin notò infatti le convergenze di vedute tra Charma e se stesso sul tema dell'origine delle espressioni facciali, e in particolare dei gesti di affermazione e negazione nell'uomo: avrebbe come fonte il fatto di scuotere o inclinare la testa per rifiutare o accettare il cibo.

#### Controversie

Segno di stima, la copertina dell'Introduction to the History of Worship (1849) di Richard Whately, con una dedica: "A Signor Charma; professore di filosofia / dai traduttori".

Antoine Charma si dedicò nelle sue lezioni allo studio di alcuni temi prediletti, come la logica, il linguaggio, la morale, la filosofia sociale o orientale. Alcuni di essi (logica, sviluppo della morale, filosofia sociale), che gli permettono di sviluppare, tra l'altro, l'idea che "tutte le religioni, inclusa quella cristiana, distorcono e sminuiscono la nozione di dovere offrendo una ricompensa per l'adempimento di questo dovere". Tali prese di posizione suscitarono nei suoi confronti, durante il regno di Luigi Filippo, le accuse di immoralità, anticlericalismo, materialismo e ateismo sui giornali della stampa cattolica ( L'Union catholique, e soprattutto L'Univers nel 1842), che lo mise al terzo posto nella loro lista di proscrizione, sotto Victor Cousin e Théodore Simon Jouffroy. Fu anche denunciato alla Camera dei Pari da Charles de Montalembert, proprietario de L'Univers dal 1838. Fu persino oggetto di controversia mentre professa dal pulpito.
Rispose a questi attacchi nella Revue de la Nièvre (giugno 1842), così come su Le National du Calvados, una rivista conservatore-liberale che creò nel 1843, e dove scrisse una serie di articoli di filosofia politica nel 1844. Una delle conseguenze di questi articoli fu che il suo caso venne sollevato lo stesso anno presso il Consiglio Superiore della Pubblica Istruzione, che lo tenne appena in cattedra. Le sue posizioni filosofiche finirono addirittura per allontanarlo dall'amico Victor Cousin. Per ragioni sconosciute, in questo periodo Antoine Charma fu anche vittima dell'ostracismo da parte dei circoli liberali, dove divenne temporaneamente impopolare. Nel 1848, sostenuto dai gruppi democratici della Nièvre, si presentò senza successo alle elezioni per l'Assemblea costituente.
Divenne comunque Preside della Facoltà di Lettere di Caen il 22 novembre 1863 (altre fonti danno la data come 1849) in sostituzione del Preside Bertrand.

#### L'opera filosofica
Antoine Charma è autore di un'abbondante letteratura filosofica, la cui influenza non è stata trascurabile. Così nel suo necrologio (6 agosto 1869), potesse affermare Léon Puiseux:
Le sue opere principali, infatti, sono pubblicate ancora oggi. Tra queste, nella tradizione dell'eclettismo insegnato dal maestro Victor Cousin, le sue risposte a domande filosofiche (Réponses aux questions de philosophie) del 1835 propongono di dividere la filosofia in varie discipline: psicologia, logica, morale, teodicea e storia della filosofia.
Tra i suoi studi relativi alla scolastica medievale, vanno ricordate anche le proprie biografie di Lanfranco di Canterbury, Anselmo d'Aosta e Guglielmo di Conches.

##### Il sonno
Antoine Charma fu particolarmente interessato al fenomeno del sonno, e tra l'altro alla questione del tempo nei sogni, che cercò di esplorare a modo suo. Fece infatti parte di una corrente di pensiero (cui aderirebbe anche il belga Joseph Delbœuf), che include nel processo onirico un'attività cosciente e quindi una capacità di controllo sul sogno durante il dispiegarsi. Questa preoccupazione lo portò, dal 1836 al 1849, a tenere un "notturnale" in cui annotava scrupolosamente i propri sogni, come lo faceva il medico/filosofo Louis-Jacques Moreau de la Sarthe. Attraverso una sorta di archiviazione delle sue finzioni notturne, lo scopo era in definitiva il raggiungere un'autentica e profonda conoscenza di sé attraverso l'osservazione di sé. Questo approccio anticipava, come si vede, quello di Sigmund Freud, nato pochi anni prima della morte del filosofo.

Come esempio dell'approccio filosofico di Antoine Charma, ecco un estratto dall'introduzione al suo studio Du Sommeil (1851) riportato di seguito:

##### Filosofia, psicologia e pazzia
La sua riflessione sui sogni, la chiave della personalità umana, va di pari passo con la sua riflessione sulla follia e il miglioramento del suo trattamento. Partendo dall'idea che la follia è un "fenomeno psicologico e fisiologico", ipotizzò che fosse responsabilità di due specialisti: il dottore per la fisiologia e il filosofo per la psicologia, ogni campo non dovrebbe invadere l'altro. Per lui la scienza che evoca è la facoltà dell'anima, tanto che sono sinonimi psicologia e filosofia. Propose così nel 1864 di collocare gli psicologi
Secondo Charma, i medici non potevano farlo perché il loro approccio alle cause della pazzia era puramente fisiologico. Un filosofo divenuto specialista della follia potrebbe più giustamente praticare cure ed essere consulente tecnico d'ufficio: i medici chiamati a comparire in tribunale usando termini psicologici, sarebbe legittimo che potesse farlo anche il filosofo. Antoine Charma sostiene relazioni più strette tra medici alienisti e filosofi spiritualisti: anzi, molti medici allora si definiscorono spiritualisti, così come molti filosofi parteciparono a una corrente più medica, due fondamenti della psicologia moderna.

### Lo studioso

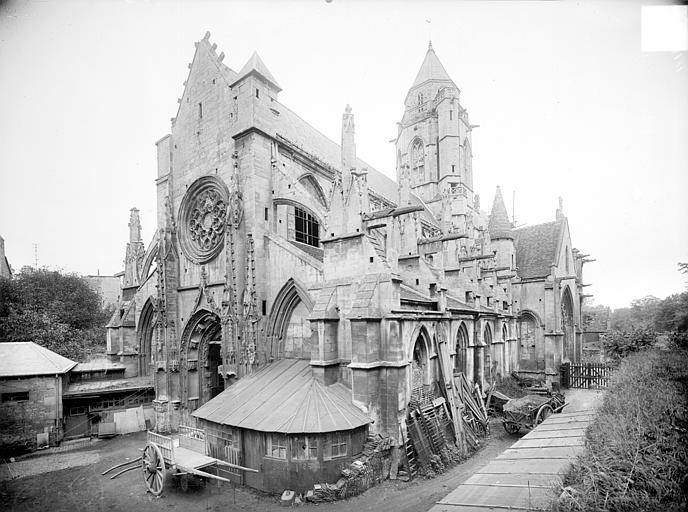
La chiesa di Saint-Étienne-le-Vieux all'inizio del Novecento.

Studioso influente e lavoratore instancabile, fu amico di Édelestand du Méril, Henri de Formeville, Auguste Le Prévost e Amédée Léchaudé d'Anisy, altre note figure dell'intellighenzia normanna nel XIX secolo. Fu ad Antoine Charma, tra gli altri, che il giovane Léopold Delisle si rivolse nella speranza di ottenere il posto di archivista del Calvados.
In ritardo ma fortemente interessato all'archeologia, campo in cui finì per acquisire una reputazione internazionale, Charma diresse diversi siti di scavo in Normandia, in particolare a Vieux, Jort, Évrecy, così come in località chiamate Le Catillon vicino a Bénouville o ancora Val-ès-Dunes a Vimont, e contemporaneamente diede un forte impulso alla Société des Antiquaires de Normandie, di cui fu segretario dal 1849 al 1868. Diresse anche la rivista La Normandie monumentale. Editò infine testi antichi relativi alla storia normanna, il più importante dei quali era un volume delle Memorie della Società dedicato ai Grandi Ruoli dello Scacchiere Normanno. La sua competenza in materia indusse l'allora Ministro della Pubblica Istruzione a nominarlo membro titolare della Commissione Opere Storiche. La sua azione e le sue proteste al ministero, insieme a quelle di Arcisse de Caumont, contribuirono anche a salvare la chiesa di Saint-Étienne-le-Vieux a Caen, che era destinata alla distruzione a causa del suo stato di degrado.
Antoine Charma apparteneva a un gran numero di accademie, associazioni e società. Era ad esempio Presidente dell'Accademia delle Scienze, delle Arti e delle Belle Lettere di Caen, vicepresidente e segretario della Società degli Antiquari della Normandia, membro corrispondente dell'Associazione Archeologica di Gran Bretagna, dell'Associazione Archeologica di Ercolano, dell'Accademia di Archeologia del Belgio, della Società Libera di Emulazione di Liegi, della Società Reale di Belle Arti di Gand, il Accademia delle Scienze, Belle Lettere e Arti di Rouen, della Società di Agricoltura, Scienze, Arti e Belle Lettere di Bayeux, della Società Nazionale Accademica di Cherbourg e della Società di Agricoltura, Commercio, Industria, Arti, Scienze e Belles-Lettres del distretto di Pont-l'Évêque.

### La fine
Una dolorosa malattia lo colse nel 1867, indebolendolo drammaticamente in poche settimane. Continuò tuttavia a insegnare, scrivere e ad assumere l'incarico di segretario della Société des Antiquaires de Normandie fino alla fine del mese di luglio 1869: “So che è il lavoro che mi sta uccidendo“, si confidò a un amico, “ma non posso fare a meno del lavoro. Finì per soccombere, dopo lunghe sofferenze, la notte del 5 agosto. Il suo funerale ebbe luogo il 9 agosto nella Chiesa di Saint-Julien a Caen alla presenza del Vescovo di Bayeux e Lisieux, Monsignor Flavien Hugonin (ex protetto dell'abate Dupanloup) e un folto pubblico, tra cui molti rappresentanti del corpo docente e delle società erudite.

### Decorazioni
- Antoine Charma fu nominato Cavaliere della Legion d'Onore l'11 agosto 1855.